# St. Pankratius (Wiggensbach)

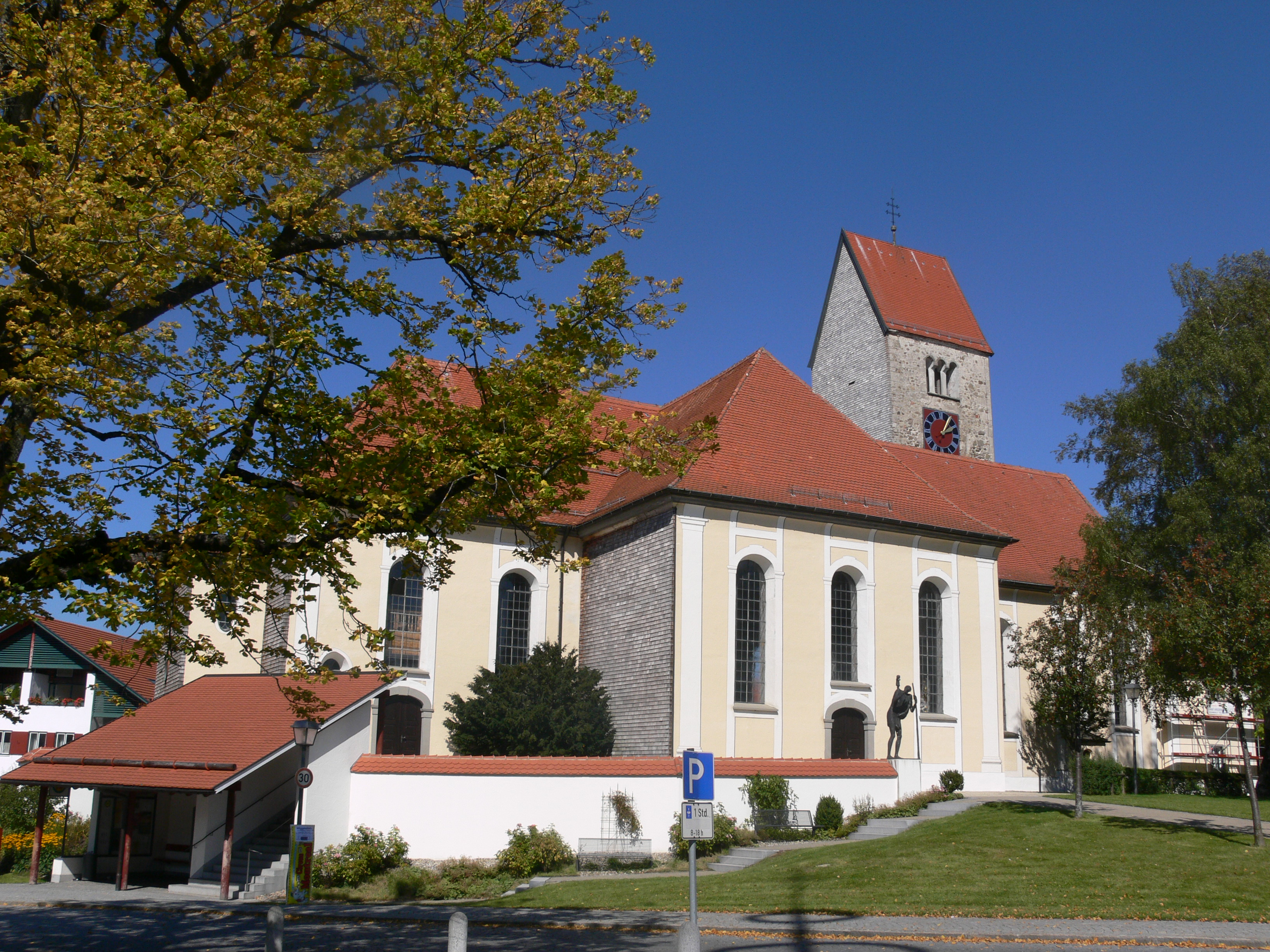
Kirche St. Pankratius in Wiggensbach

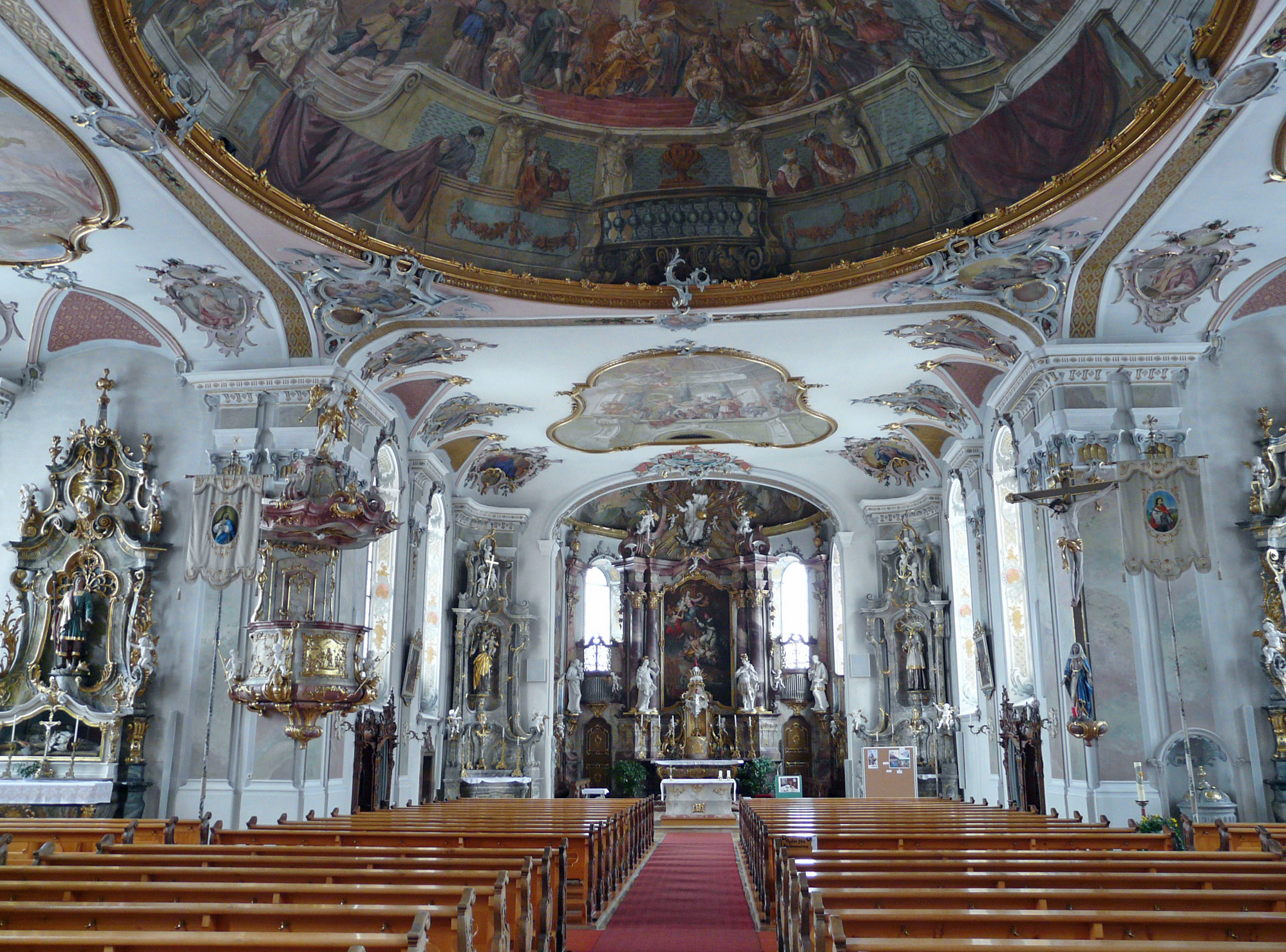
Innenansicht St. Pankratius

St. Pankratius ist die katholische Pfarrkirche in Wiggensbach im Landkreis Oberallgäu.

## Geschichte und Beschreibung
Die denkmalgeschützte Kirche besteht aus einem Saalbau mit kurzem Querhaus und einem eingezogenen Chor und nördlichem Satteldachturm aus unverputztem Roll- und Bruchsteinmauerwerk. Der Turm ist spätgotisch. In den Jahren 1770/71 erfolgte eine Erweiterung im Rokokostil mit einem Langhaus durch Johann Georg Specht.
Die im Innenraum angebrachten Fresken stammen von Franz Joseph Hermann und die Stuckmarmoraltäre wurden von Johann Georg Wirth erbaut.
Die Kirche ist dem Heiligen Pankratius geweiht. Der Hochaltar stammt aus dem Jahr 1773.
Die Orgel wurde 1902 von den Gebrüdern Hindelang errichtet. Sie umfasst 25 Register, auf zwei Manuale und Pedal.